# Ahunui
Ahunui és un atol de les Tuamotu, a la Polinèsia Francesa, inclòs a la comuna d'Hao. Està situat a 55 km al sud-est de Paraoa i a 950 km al sud-est de Tahití.

## Geografia
És un atol petit, quasi circular, amb la llacuna encerclada pels esculls sense un pas navegable a l'interior.
No disposa d'infraestructures i ha estat molt de temps deshabitat. És una reserva natural d'ocells. A les platges es troben petites ostres amb unes perles naturals petites anomenades poe pipi.

## Història
Va ser descobert per l'anglès Frederick Beechey, el 1826, que l'anomenà Byam Martin en honor de l'almirall sir Thomas Byam Martin.